# غانيو أوسيني
غانيو بولاجي أوسيني (من مواليد 19 سبتمبر 1991) هو لاعب كرة قدم نيجيري محترف يشغل مركز المهاجم. عُرف بأدائه المتميز في الدوري الفيتنامي، كما سبق له تمثيل منتخب نيجيريا للشباب في عدة بطولات دولية، من أبرزها كأس العالم تحت 17 سنة.

## مسيرته الكروية

#### البدايات في نيجيريا وأوروبا
بدأ أوسيني مسيرته الكروية في صفوف نادي برايم إف سي النيجيري، حيث أظهر موهبة لافتة في خط الهجوم، مما جذب انتباه الأندية خارج بلاده. في 29 مارس 2008، خضع لفترة اختبار مع نادي الترجي الرياضي التونسي، ثم خاض لاحقًا تجربتين في دوري الدرجة الأولى الكرواتي.
في 2 أغسطس 2008، انضم أوسيني إلى نادي سسكا موسكو الروسي على سبيل الإعارة بعد فترة اختبار ناجحة أجراها في يوليو من نفس العام. وفي يناير 2009، تم التوقيع معه بشكل دائم. رغم الآمال المعلقة عليه، لم يحصل أوسيني على فرصة اللعب بانتظام مع الفريق الأول، ما دفعه للرحيل في ديسمبر 2009. في 7 ديسمبر 2009، عاد إلى تونس ووقع عقدًا مدته ثلاث سنوات ونصف مع نادي الترجي الرياضي، الذي كان قد اختبره سابقًا.

#### تجارب احترافية في آسيا والخليج
في مارس 2011، أُعير أوسيني إلى أحد أندية فيتنام، ثم انتقل رسميًا في أكتوبر 2012 إلى نادي هوانج آن جيا لاي المشارك في الدوري الفيتنامي الممتاز. برز في فيتنام بقدراته التهديفية، ما أهله للعب لاحقًا مع أندية عدة داخل البلاد. في أبريل 2014، وقع مع دونج تام لونج آن، ثم لاحقًا مع نادي هانوي إف سي، حيث عاش أحد أفضل مواسمه الكروية. في 29 فبراير 2020، انضم أوسيني إلى نادي أرارات يريفان في الدوري الأرمني الممتاز، لكنه غادره بعد فترة قصيرة لينتقل في أغسطس إلى نادي كاظمة الكويتي. لم يمضِ وقت طويل في الكويت، حيث انتهى عقده في أكتوبر من العام ذاته. وفي ديسمبر 2020، انتقل إلى نادي عمان العُماني.

## المسيرة الدولية
شارك أوسيني مع منتخب نيجيريا تحت 17 سنة في كأس العالم 2007 التي أُقيمت في كوريا الجنوبية، حيث خاض ست مباريات وسجل هدفًا واحدًا، وساهم في تتويج بلاده باللقب العالمي.
في أبريل 2011، تم استدعاؤه إلى منتخب نيجيريا تحت 23 عامًا، ضمن التصفيات المؤهلة لدورة الألعاب الأفريقية، وسجل هدفين في مباراة فاز فيها الفريق بنتيجة 6-1 على منتخب ليبيريا.

## الألقاب والإنجازات

#### مع الأندية
هانوي إف سي
- الدوري الفيتنامي الممتاز: 2018
- كأس السوبر الفيتنامية: 2018

#### مع المنتخب
- نيجيريا تحت 17 سنة

- كأس العالم تحت 17 سنة: 2007

#### الجوائز الفردية
- أفضل لاعب أجنبي في الدوري الفيتنامي الممتاز: 2018